# Fonds de garantie des dépôts et de résolution
Pour les articles homonymes, voir Fonds de garantie.
La garantie de dépôts des clients en cas de défaillance de leur banque ou de leur organisme financier est une disposition assurant la confiance dans le système financier.

## Union européenne
Pour les règles de garantie des dépôts bancaires en Europe, voir le site en anglais du Forum européen des assureurs des dépôts bancaires (EFDI) et surtout leur tableau comparatif (en anglais) des limites de garanties en Europe et ce rapport comparatif de mai 2008.
Conformément à la directive européenne 2009/14/CE (CELEX Nr: 32009L0014), les États de l'Union européenne doivent élever les garanties bancaires à 100 000 € au 31 décembre 2010, réduire la limite de temps pour constater l'insolvabilité des établissements bancaires à cinq jours ouvrables et mettre en œuvre le paiement des dépôts bancaires dans une limite de 20 jours ouvrables. Les États membres de l'UE peuvent définir de meilleures conditions dans leur législation nationale.
La Commission européenne a présenté un projet pour harmoniser les systèmes de garantie de dépôts bancaires en Europe, notamment pour éviter les distorsions de concurrence que permettent actuellement les garanties gouvernementales accordées par certains États à leur système bancaire national (Irlande, Danemark et Slovénie en 2010). Les propositions de la Commission, qui cadrent avec les engagements souscrits par l'Union européenne lors du G20, vont maintenant être transmises pour examen au Parlement européen et au Conseil de l'Union européenne. Certaines dispositions pourraient entrer en vigueur en décembre 2012.
En 2015, l'Autriche annonce son intention de laisser reposer le fonds de garantie des dépôts uniquement sur les banques. L'assurance-dépôts devrait être réformée à partir de juillet 2015 de sorte que la République ne sera plus responsable conjointement avec les banques de l'épargne jusqu'à 100 000 euros. Au lieu de cela, le gouvernement veut mettre en place d'ici 2024 un fonds bancaire dans lequel les instituts financiers devront verser 1,5 milliard d'euros.

## France
Le Fonds de garantie des dépôts et de résolution (FGDR) a été créé en France par la loi du 25 juin 1999 relative à l’épargne et à la sécurité financière. Il est destiné à indemniser les clients en cas de défaillance de leur banque ou de leur organisme financier ayant adhéré à ce Fonds. Il comprend 
- la garantie des dépôts, dite « garantie espèces »
- la garantie des titres, dite « garantie titres »
- la garantie des cautions, dite « garantie cautions ».

Le Fonds de Garantie des Dépôts et de Résolution couvre 472 établissements (au 31 décembre 2021).

### Garantie des espèces
Elle concerne principalement les comptes bancaires, les comptes sur livret, les plans d'épargne logement.
Le Fonds de garantie des dépôts garantit ces comptes à hauteur de 100 000 euros par déposant et par établissement bancaire adhérent (pour un compte joint, ce plafond est appliqué à chaque titulaire du compte : par exemple, pour deux personnes possédant uniquement un compte joint dans un même établissement agréé, la garantie de ce compte est de 200 000 euros).
Le Fonds de garantie des dépôts en France est différent de ses homologues internationaux dans la mesure où le fonds n'est pas alimenté selon une formule basée sur l'encours des comptes des banques françaises, mais selon un système d'appels aux contributions. En 2009 les banques françaises ont donc contribué à hauteur de 107,8 M€ au système. En 2010, l'augmentation de la garantie de 70 000 € à 100 000 € a été financée par une cotisation exceptionnelle de 270 M€ échelonnés sur 3 ans.
Les réserves du Fonds de garantie des dépôts sont d'environ 6,1 milliards d'euros (ce qui correspond à 90 euros par habitant). Ces fonds seraient donc suffisants pour garantir seulement 61 000 comptes à la hauteur maximale prévue par la loi. Face à une crise bancaire systémique, le fonds compterait sur l'intervention de l'État comme cela a été le cas aux États-Unis lors de la faillite de la banque Indymac en juillet 2008, placée sous contrôle du Federal Deposit Insurance Corporation (les comptes ont été garantis jusqu'à 100 000 $ par l'État américain). Cependant, il n'est plus possible de faire appel à l'Etat depuis la loi européenne du 1er janvier 2016 mentionnée précédemment.
Des exclusions sont prévues, comme les bons de caisse anonymes et les dépôts en devises autres que celles de l'Espace économique européen.

### Garantie des titres
Elle concerne principalement les instruments financiers tels que les actions, obligations, parts de société d'investissement à capital variable (SICAV) et fonds commun de placement (FCP) ainsi que les espèces en devise de l'Espace économique européen liées à ces titres.
Deux cas distincts :
L'organisme financier n'est pas un établissement de crédit mais une entreprise d'investissement agréée adhérant au fonds
la « garantie titres » s'applique aux instruments financiers ou aux dépôts en espèces liés à ces instruments dans la limite d'un plafond total de 70 000 euros par déposant et par organisme.
L'organisme est un établissement de crédit adhérant au fonds
la « garantie titres » s'applique aux instruments financiers dans la limite du plafond de 70 000 euros. Les dépôts en espèces sont couverts par la « garantie espèces » et entrent dans la détermination du plafond de 100 000 euros de cette garantie (voir section précédente).

### Garantie des contrats d'assurance-vie
Les assurances-vie sont garanties par le Fonds de garantie des assurés contre la défaillance de sociétés d'assurance de personnes.
Le montant garanti s'élève à 70 000 euros maximum par contrat et par assureur.
Les bénéficiaires d'une rente d'incapacité ou d'invalidité (et les bénéficiaires d'un contrat à la suite d'un décès) ont droit à un montant maximum de 90 000 euros par contrat et par assureur.
En ce qui concerne la garantie des assurances en général il y a de nombreuses restrictions et la loi a fixé un plafond pluriannuel global d'intervention du fonds, pour limiter son indemnisation (700 millions d'euros pour 2004 article 6 du décret 17 février 2004)
Voir article publié dans la tribune de l'assurance en septembre 2004.

## Suisse
À la suite de la crise bancaire et financière de l'automne 2008, le gouvernement fédéral a pris des mesures plus strictes au sujet de la protection des épargnants.
Le 19 décembre 2008, l'Assemblée fédérale a adopté le nouvel article 37a de la Loi fédérale sur les banques et les caisses d'épargne, qui dispose que les dépôts des clients des banques sont protégés à hauteur de 100'000 francs.

## États-Unis
La Federal Deposit Insurance Corporation (FDIC) a été créée en 1933 en réponse aux milliers de faillites de banques qui se sont produites durant la Grande Dépression. 
La FDIC est une agence indépendante du gouvernement fédéral américain qui ne perçoit aucun fonds de financement public.
La FDIC assure les dépôts des particuliers dans les banques et les institutions d'épargne. En 2007, elle assurait les dépôts jusqu'à concurrence de 100 000 USD. À la suite de la mise en vigueur du Plan Paulson, la limite est passée à 250 000 USD du 3 octobre 2008 au 31 décembre 2009.